# ゆとりちゃん
『ゆとりちゃん』は、BIGLOBEのアニメ動画配信サービスアニメワンで配信されている日本のWebアニメ作品。2010年3月16日より正式サービスを開始している。
キャッチコピーは『「ゆとり」なキャラとメールでつながる新感覚アニメーション』。

## 概要
中堅玩具メーカー「株式会社ポプー」のマーケティングチームで、女子高生アルバイトのゆとりちゃんがさまざまなドタバタを起こすストーリー。内容は主にゆとり世代とのジェネレーションギャップをテーマに描いた社会派ストーリーとなっているがあくまでもライトに展開する。
「株式会社ポプー」のネーミングは旧バンダイグループのボーイズトイ事業部の名称（現在ではグループ内企業の1ブランド名として単発的に使用されている）であり、現在のバンダイボーイズ事業部の母体とも言える企業「株式会社ポピー」に由来する。

## 形態
会員登録することでゆとりちゃんからメールが届き、それに掲載されているURLで動画を見ることができるサービスとなっている。携帯電話ではNTTドコモの端末のみで視聴でき、その他のキャリアではPCで視聴する。第4話までは無料で、第5話以降は有料。
本編ストリーミング視聴はゆとりちゃんから届くメールの最後の方にあるリンクの他、公式サイトからの「マイルーム」からも行える。1話につき4分前後（うち1分30秒は主題歌）。ポプー社製品の架空のスポットCMが入ってから本編が始まり、本編終了後にサブタイトル画面が入り主題歌が流れるという、通常とは逆の順序になっている。主題歌の最後にはポプーによる架空の提供クレジットがオーバーラップされる（ただし、第1話のみ通常と同じくOPからのスタートで提供クレジットや自社製品CMも本編前に入る）。
この他、公式サイト内の「マイルーム」ではゆとりちゃんと会話できたり、ミニゲームやプレゼントができたりする。ミニゲームをプレイしたりプレゼントを贈ったりすると新しいプレゼントやアルバムスナップ（一部のスナップは反映されないものもある）が貰えたりして、ゆとりちゃんとの友好度が変わっていく。友好度が上がったり他の有料サービス（モーニングコールサービス、ボイスドラマなど）を購入したりすればプレゼントできる品物の種類を増やしたり（最初は無料のアイテムを2種類持っているだけ）、ゆとりちゃん以外につめこみちゃんやだんかいさんともメールできるようになったりする。なお、全ての有料サービスは「ゆとりポイント」と呼ばれる専用ポイントを購入して使用する（サービス各種詳細については後述）。
登録時には「登録名」と「名前」を個別に設定できる。「登録名」はマイルームに表示され、「名前」はメールや会話でゆとりちゃんが呼んでくれるものとなる。なお、登録にはBIGLOBEアニメストリーミングページ「アニメワン」への登録が同時に行われる（初めから「アニメワン」登録済みのユーザーも、公式ページへの登録手続きが必須となる）。
2013年9月30日で全サービスが終了したが、公式サイト以外で配信されているアニメは引き続き視聴できる。

## 登場人物
メインヒロインの出身地はボイスドラマより。志望動機は公式ページの「キャラクター紹介」に明記されている。キャラ紹介ページは社員証とプロフィールが併用されている。メインキャラ以外のあだな（通称）を持つキャラの社員証にはポストイットの付箋紙であだなが付け足してある。

### 主要登場人物
田中 ゆとり（たなか ゆとり）
声 - 悠木碧
本作の主人公。11月23日（勤労感謝の日）、東京都生まれ。周囲からは「ゆとりちゃん」と呼ばれている。社会人としての素養が全くない、名前の通りの「ゆとり世代」の高校生。仕事は大抵の場合は適当で、よくだんかいさんや係長に叱られており、特に係長にはリストラの対象にすら挙がっている。時折空気の読めない発言も飛び出し、相手をヘコませたり周囲を困惑させる。中学からのエスカレーター式女子校に通っている。先輩であるつめこみちゃんが大好き。自宅では「おはぎ」と言う名前のネコを飼っている（ボイスドラマより）。
志望動機は制服がかわいかったから。彼女の社員証にだけ同社のキャラクターのシールがデコシールの様に貼ってある。実は部内では先輩のだんかいさんに次ぐ大きな胸の持ち主。
摘込 しおり（つめこみ しおり）
声 - 花澤香菜
国立T大学に通う大学生。12月25日（クリスマス）、秋田県生まれ。通称「つめこみちゃん」。ポプーでアルバイトをして学費を工面している。ゆとりちゃんが入社してからは、彼女に振り回されたり彼女がほったらかしにした仕事を結局自分がやる羽目になったりする苦労性の人。普段はゆとりちゃんの行動や発言に対して優しげなツッコミを入れるが、だんかいさんのヘマに対して説教をすることもある。だんかいさんに憧れている。後輩のゆとりちゃんより胸が小さくスレンダー気味。大学の学生寮に住んでおり帰宅するとビン底眼鏡にジャージ姿となりリボンを解いている。寝る時もこの格好であり特に寝間着の類を持っている様子が見られない。
志望動機は学費を稼ぐ為だが、事業展開に興味があったからでもある。名前の由来は、「詰め込み教育」。
団華院 れいこ（だんかいん れいこ）
声 - 渡辺明乃
ポプーの正社員で、ゆとりちゃんやつめこみちゃんの上司。5月1日（メーデー）、高知県生まれ。通称「だんかいさん」。極めて仕事熱心で、いつもハリセンなど（その日の機嫌がいいとピコピコハンマー、機嫌が悪い時にはゲバ棒、釘バットにも）を手にしている。部内1の巨乳の持ち主。
志望動機は子供の頃に同社の製品に感動し、人の心を打つ製品を世に送り出したかったから。下唇が極端に厚い（その為まるでネコの様にベロをしまいわすれているかの様にも見える）。名前の由来は、「団塊世代」。

### その他の社員
祖谷氏 けいこ（いやし けいこ）
声 - 野中藍
ポプーの正社員で、通称「いやしちゃん」。つかみどころがなく人当たりもいいがたまに黒い言葉を吐く時もある（但しみんなには知られていない）。敵を作らないタイプで乙メンとは仲がいい。志望動機はストレスがなさそうだから。名前の由来は「癒し系」。
乙 めぐる（おつ めぐる）
声 - 宮崎寛務
ポプーの正社員で、通称「乙メン」。気配り溢れ仕事もそこそここなす実力派でつめこみちゃんのフォロー役。志望動機は可愛いキャラクターが好きだから。名前の由来はあだなの「乙メン」。
綾小路・バブルイス・金守
声 - 矢部雅史
ポプーの営業部社員で、通称「バブルさん」。ポプーの取引先の息子でもありその父親の執拗な懇願で入社した為、周囲から真綿でくるむ様な扱いを受けている。友人知人の自慢ばかりしている。天敵はだんかいさんだがそれにゆとりちゃんが加わる事に。名前の由来は、「バブル世代」。
課長
声 - 星野充昭
ゆとりちゃんたちの上司。飄々としている。
係長
声 - 荻野晴朗
ゆとりちゃんたちの上司。よくゆとりちゃんを叱る。カツラ使用。

### その他の登場人物
湯川 敬一郎
声 - 星野充昭
ゆとりちゃんたちの会社の取引先の「アクセク工業」社員。電話口でいらん事口走る羽目になるなど、毎度ゆとりちゃんに振り回されている。名前の由来は、本編の監督。
なお、所属会社の名前の由来は「あくせく働く」から。
ゆとりママ
声 - 藤村歩
ゆとりちゃんの母。ゆとりちゃんに劣らないトラブルメーカーで、ゆとりちゃんに代わって仕事をしてポプー社の面々を困らせたこともある。
志和田 るみ（マジカル熟女）
声 - 井上喜久子
ポプーが玩具を販売する『魔法のアラフォー マジカル熟女』の主人公。名前の由来はとても書けない。
ナレーション
声 - 宮崎寛務
ポプーが玩具を販売する『無敵戦隊ソコソコV（ファイブ）』CMのナレーター。
らりっトラ
声 - 藤村歩
ポプーが販売するトラのキャラクター。名前の由来は、「リラックマ」と「トラ」絡み（「酔っぱらい」にも掛けてある。さらにその製品ロゴは某ライトノベル発のアニメのタイトルのロゴとほぼ同一）。
司会
声 - 沖佳苗
朝の子供番組『モーニングバーニング』の司会のお姉さん。
友人
声 - 宮崎寛務、藤村歩、野中藍
老人
声 - 宮崎寛務
看護士
声 - 藤村歩
イケメン
声 - 宮崎寛務、矢部雅史
子供
声 - 藤村歩、野中藍、沖佳苗
社員
声 - 矢部雅史、荻野晴朗
男
声 - 矢部雅史

## スタッフ
- 原作 - 田中由土里[1]、アクタス[1]
- 監督 - 川口敬一郎[1]
- 構成・脚本 - 浅川美也[1]
- キャラクター原案 - POP[1]
- キャラクターデザイン・総作画監督 - 西尾公伯[1]
- 美術設定 - 比留間崇
- 色彩設計 - 原田幸子
- 撮影監督 - 阿部安彦
- 編集 - たぐまじゅん
- 音楽  - 笠松美樹
- 音響監督 - 本山哲[1]
- 構成協力 - Dr.モロー[1]
- 制作 - アクタス[1]
- 製作協力 - バンダイビジュアル
- 製作 - NECビッグローブ[1]

## 主題歌CD
2010年4月21日にLantisから発売されたシングル。ジャケットには田中ゆとり、摘込しおり、団華院れいこが描かれている。

### 収録曲
（全作詞：yozuca*、作曲：俊龍）
1. ゆとりのゆとり　 [3:48]
歌：田中ゆとり（悠木碧）、摘込しおり（花澤香菜）、団華院れいこ（渡辺明乃）
編曲：安藤高弘
  - 『ゆとりちゃん』オープニングテーマ
2. ゆとりのじかん　 [3:47]
歌：田中ゆとり（悠木碧）
編曲：菊谷知樹
3. ゆとりのゆとり（off vocal）
4. ゆとりのじかん（off vocal）

## サブタイトル
1. ゆとりちゃん登場
2. 電話
3. 説教
4. サプライズ
5. ご機嫌予報
6. 予定表
7. じゃんけん
8. バブルくん登場
9. 新商品
10. きれいにしてね
11. 乙女の夢
12. 異議あり!
13. イベント
14. ゆとりママ
15. バブルくん再び
16. セーフ?
17. 恋愛観
18. 社員旅行
19. 錯乱
20. お見舞い
21. 火事
22. うわさ
23. リサーチ
24. 緊張
25. 仕様

## ボイスドラマ
本編同様Flashストリーミングで配信される音声のみの有料のミニドラマで全6話。本編に関係ある裏話的な内容が展開される。出演はメインヒロインの3人娘+α。配信期限は申し込み後から14日間。各話関連する本編の前後の視聴が推奨されている。視聴するとご褒美に各話に関係のあるアイテムがプレゼントとして貰える。なお、Vol.4は本編5話〜25話視聴申し込みをしたユーザーの特典ドラマの完全版。
○は指定話視聴前、●は視聴後が推薦されているエピソード。
1. vol.1 ●だんかい宅訪問[21話]
2. vol.2 ●ゆとりとおはぎ。その愛[8話]
3. vol.3 ●だんかいラブ[5話]
4. vol.4 方言
5. vol.5 ○宴会芸[18話]
6. vol.6 ●ネットラジオ[24話]

## その他のサービス
公式ページで受けられるサービスには本編視聴以前から受けられる無料サービスや、視聴後から受けられる様になる有料サービスまで様々なユーザー向けサービスが用意されている。

### 配信申し込み以前から受けられるサービス
- PV
- ゆとりちゃん診断 - 設問に2択で答えていくとジェネレーションタイプを登場人物に当て嵌めて診断。設問は用意された中からランダムに12問出題される。
- 壁紙
- ゆとりラジオ - 「Webラジオ」参照
- ケータイ待ち受け

### 配信申し込み以後受けられる様になるサービス
マイルーム
以下の各種サービスを受けられるユーザーページ。
会話
初回4回分は無料。基本1日1回　全30回分。ただし、ゆとりちゃんが部屋にいないと会話出来ない。5回目以降は本編視聴申し込み後に可能となる。
プレゼント
初期は2品目のみ所持。各種サービスを受けることでもらえる特典アイテムやゆとりポイントで購入したアイテムをプレゼントとしてあげることが出来る。
アルバム
ゆとりちゃん達からメールで添付されてきたスナップを鑑賞出来る。但し一部のスナップは反映されない。
ステータス
ステータス確認の他、ニックネームの変更などが行える。
その他、以下のサービスを受けることが可能になる。
5話以降の配信申し込み
本編動画を5話以降も配信して貰える様にする為の申し込みページ。申し込み後はトップページの「マイルーム」の看板下に貼られていた付箋紙がなくなり「ゆとり参上」の文字が表示される。
全25話ダウンロード
本編動画を25話全て視聴すると可能になる。配信期限は申し込みから1週間。ゆとりポイントが大量に必要。
ボイスドラマ
上記「ボイスドラマ」参照
ミニゲーム
じゃんけん、クレーンゲームなどが楽しめる。じゃんけんのみ最初からプレイ可能（無料）で他はゆとりポイントが必要。有料ゲームはチャレンジ可能回数以前に終えた場合は残った回数はプールされず破棄される。
モーニングコール
曜日と時間を指定することでゆとりちゃんから電話が来る。内容は朝を想定したもの。規定回数分かかってくるが、留守番電話などで出られない場合でもカウントされてしまう。
その他、親密度が高いとゆとりちゃんが電話番号を教えてくれるという隠しサービスもある。メールも電話も返信すればちゃんと応対して貰えるが、相手も生活しているのでその辺の気配りは必要となる。

## Webラジオ
『ゆとり☆ちゃんねる〜ラヂオもイラッとしないでね♥〜』として、animate.tvとアニメ公式サイトで配信された。パーソナリティは悠木碧（田中ゆとり役）と花澤香菜（摘込しおり役）。
2010年3月5日に第0回が配信され同年3月19日より本配信が開始され6月11日更新分（第13回）で配信終了した。毎週金曜日更新。バックナンバーはアニメ公式サイトでのみ、第0回と最新3回（最新回含む）が聴取可能。animate.tvでは最新回のみ。

### コーナー
ざっくりランキング!
ウェブフォームで募集したアンケートの世代別集計結果を題材にトーク。
にゃんにゃんコーナー
パーソナリティ2人が仲良くなるためのチャレンジをする。

### ゲスト
- #7,8 渡辺明乃（団華院れいこ役）

## 関連商品

### DVD
- 品番：BCBA-4047
- 2011年1月28日に全話収録盤が発売。オーディオコメンタリー・おまけ特典映像なども収録。

### 漫画
いずれもWEBコミックハイ!連載、漫画：広輪凪。
魔法のアラフォー マジカル熟女
劇中劇のコミカライズ。全8話が連載された。
ゆとりちゃん（コミック版）
2010年4月より上記の『〜マジカル熟女』に引き続き全5話が連載された。2011年1月には『ゆとりちゃん〜ちょっとイラっとするアニメDVD付き〜』と題し、アニメ1〜4話を収録したDVDとPixivで募ったイラスト集を同梱したリアル単行本が発行。

### ゲーム
BIGLOBEからiPhone / Android向けの待受アプリ「スマキャラコレクション」カードコレクションアプリ「嫁コレ」にて配信。